# Odontomelus eshowe
Odontomelus eshowe är en insektsart som beskrevs av Nicholas David Jago 1995. Odontomelus eshowe ingår i släktet Odontomelus och familjen gräshoppor. Inga underarter finns listade i Catalogue of Life.